# Iaria papiliomaculata
Iaria papiliomaculata är en stekelart som beskrevs av Cheesman 1936. Iaria papiliomaculata ingår i släktet Iaria och familjen brokparasitsteklar. Utöver nominatformen finns också underarten I. p. veitchi.